# Burghpolder
De Burghpolder is een polder ten westen van Kloosterzande, behorende tot de Polders van Hontenisse en Ossenisse.
De polder werd omstreeks 1210 bedijkt als Zoutelantpolder door de monniken van de Abdij Ten Duinen, overstroomde echter bij de inundaties van 1585 en werd in 1610 herdijkt. Toen kreeg ze de naam: Burg- en Zoutelandspolder, later werd dit: Burghpolder.
De polder is 225 ha groot.
Burghpolder · Clinge- en Kieldrechtpolders · Clingepolder · Dullaertpolder · Eekenissepolder · Graauwsche Polders · Havenpolder · Hertogin Hedwigepolder · Hoof- en Molenpolder · Hooglandpolder · Kieldrechtpolders · Kievitpolder · Kleine Molenpolder · Koningin Emmapolder · Langendampolder · Louisapolder · Mariapolder (Hulst) · Melopolder · Mispadpolder · Molenpolder (Hulst) · Nijspolder · Noordhofpolder · Oude Graauwpolder · Oudelandpolder · Polders tussen Lamswaarde en Hulst · Polders van Hontenisse en Ossenisse · Saaftingepolders · Saeftingepolder · Ser-Pauluspolder · Stoofpolder · Van Alsteinpolder · Vitshoek · Willem-Hendrikspolder · Zandpolder · Zoutepolder